# Zygogamia

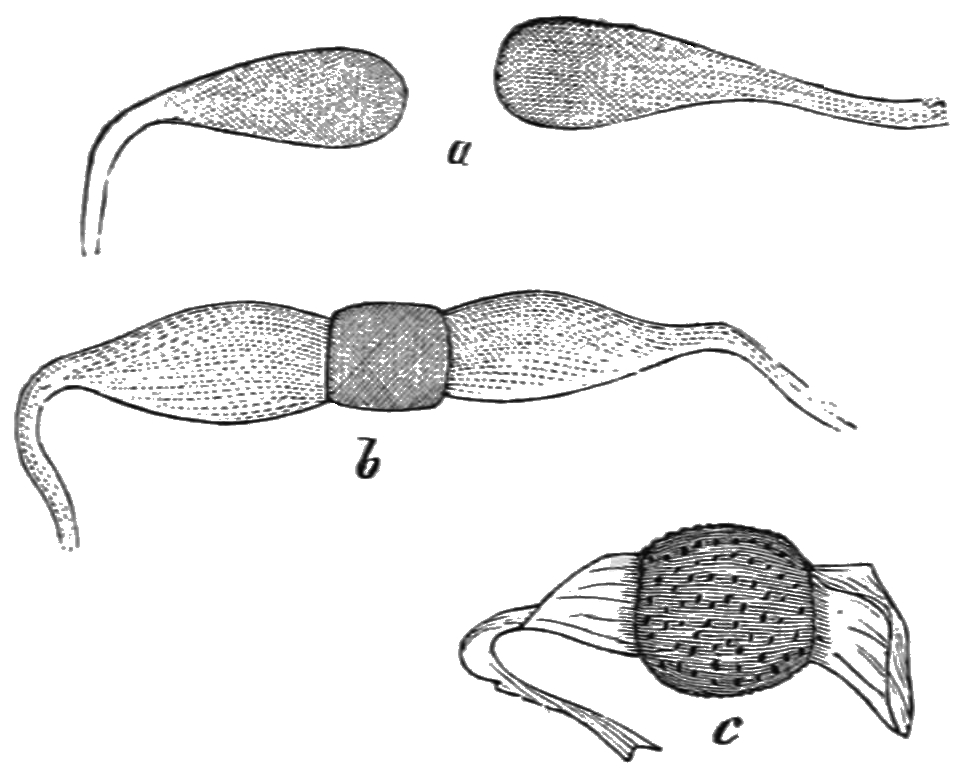
Zygogamia u Mucor
a – gametangia (zygofory) (+) i (–), b – plazmogamia, c – zygospora

Zygogamia – specyficzny rodzaj gametangiogamii – rozmnażania płciowego polegającego na łączeniu się całych gametangiów. Zygogamia zachodzi u grzybów należących do gromady sprzężniaków (Zygomycota). Ich gametangia morfologicznie nie różnią się od siebie, lub różnią się niewiele, są jednak zróżnicowane płciowo na dwa typy oznaczane jako (+) i (–).
Gametangia u sprzężniaków są izogamiczne, haploidalne i wielojądrowe. Są nimi końce strzępek zwane wieszadełkami lub zygoforami. Gdy spotkają się dwie różne zygofory, pierwszym etapem jest rozpuszczenie oddzielających je błon komórkowych i plazmogamia. Powstaje zygota, która otacza się grubą, ciemną błoną. Zawiera wiele jąder należących do typu (+) i (–). Jądra te dzielą się jeszcze wielokrotnie, a następnie niektóre z nich zlewają się parami (+ i –), czyli następuje wielokrotna kariogamia. W rezultacie powstaje zygospora zawierająca wiele diploidalnych jąder. Pozostałe, haploidalne jądra, które nie wzięły udziału w kariogamii wkrótce ulegają degeneracji.
U grzybów podobnym do zygogamii typem rozmnażania płciowego jest oogamia. Różni się tym, że gametangia różnią się morfologicznie i łączą się z sobą za pomocą specjalnego mostka kopulacyjnego.